# Vinež
Vinež est une localité de Croatie située en Istrie, dans la municipalité de Labin, dans le comitat d'Istrie. En 2001, la localité comptait 1 163 habitants.

## Démographie
| 1948 | 1953 | 1961 | 1971  | 1981 | 1991  | 2001  |
| ---- | ---- | ---- | ----- | ---- | ----- | ----- |
| 984  | 922  | 955  | 1 150 | 911  | 1 048 | 1 163 |